# Место слияния

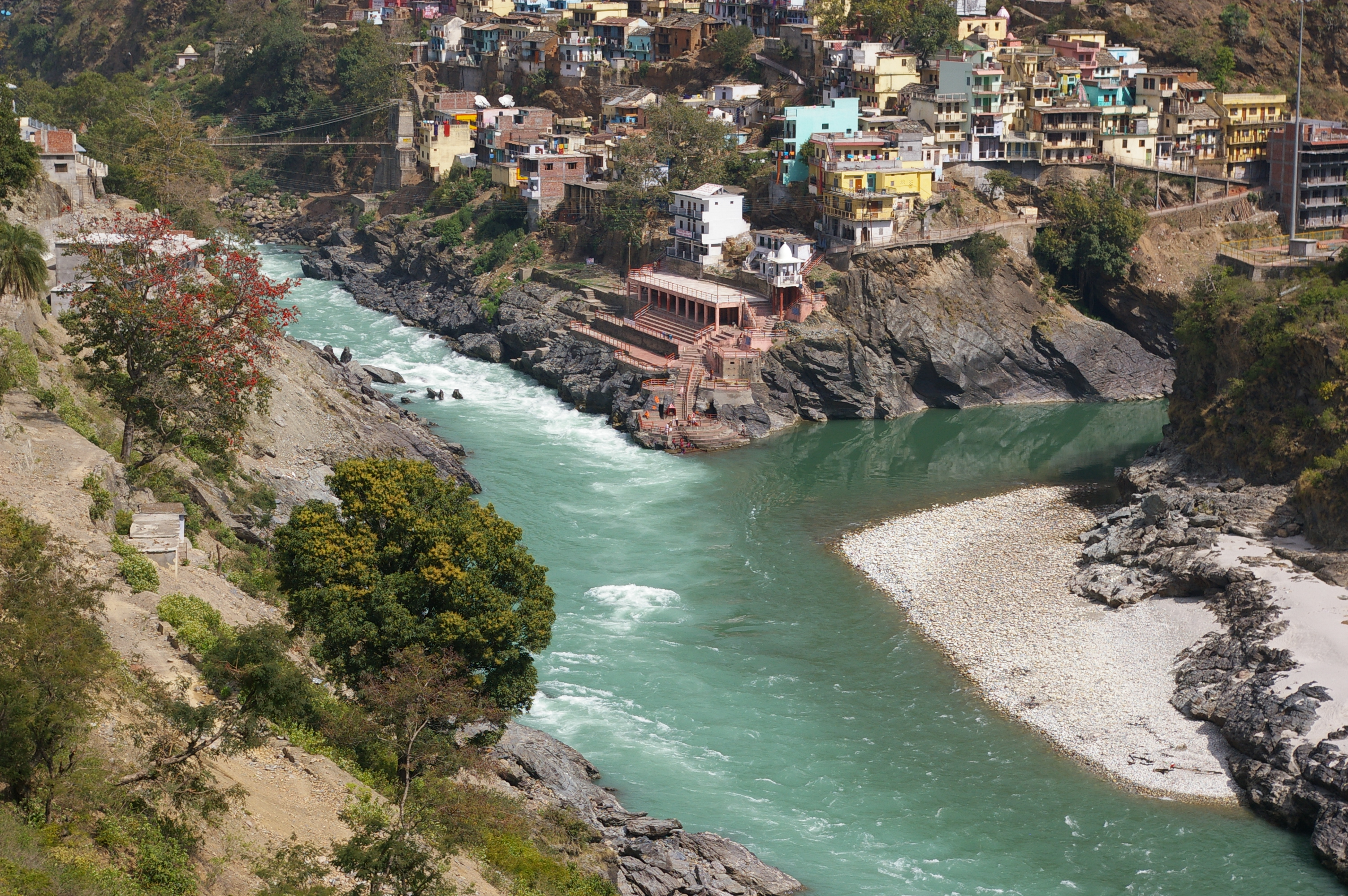
Слияние рек Бхагиратхи и Алакнанда с образованием Ганга в Девапрайяге, Индия

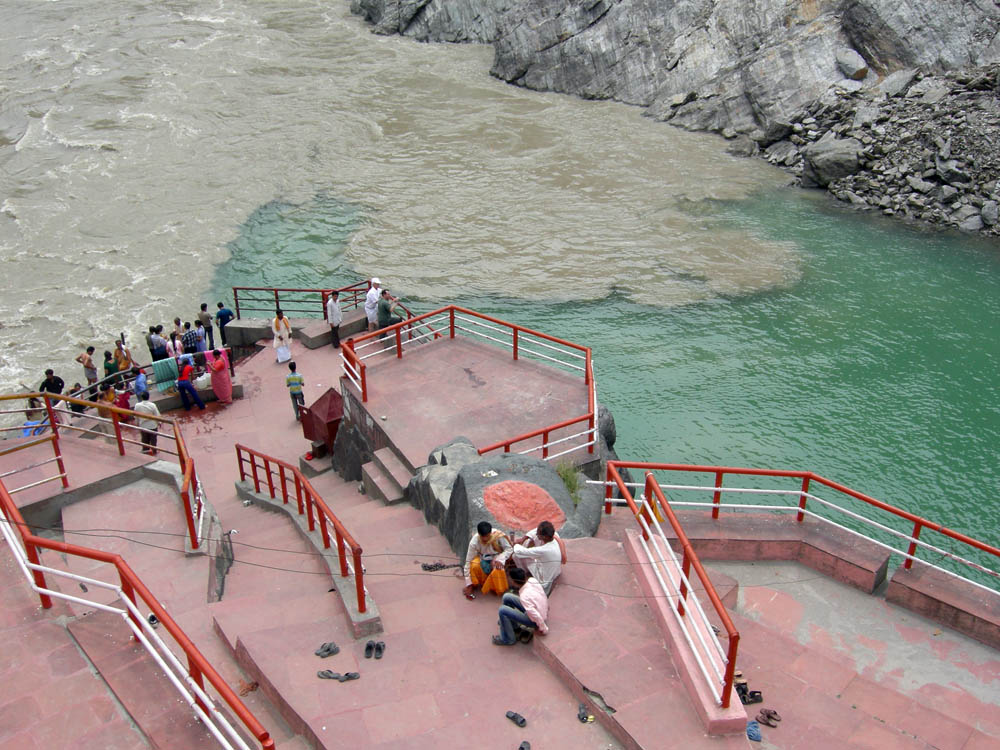
То же самое место слияния, если смотреть вверх по течению в другое время; обратите внимание на водоворот наносов из Алакнанды.

В географии место слияния происходит там, где два или более водных потока соединяются вместе, образуя единый канал. Слияние может происходить в нескольких конфигурациях: в месте впадения притока в более крупную реку (главная река); или где два потока встречаются, чтобы стать истоком реки с новым названием (например, Мононгахила сливается с Аллегейни в Питтсбурге, образуя реку Огайо); или где два разделенных русла реки (образующие речной остров) соединяются в нижнем течении.

## Научное изучение мест слияний
Места слияний изучаются в самых разных науках. Гидрология изучает характерные модели потоков мест слияний и то, как они приводят к эрозии и размывным бассейнам. Водные потоки и их последствия часто изучаются с помощью математических моделей. Место слияния также имеет отношение к распределению живых организмов (то есть к экологии); «общая картина [ниже по течению от места слияния] увеличения потока реки и уменьшения склонов вызывает соответствующий сдвиг в характеристиках среды обитания»".
Другой наукой, имеющей отношение к изучению мест слияний, является химия, поскольку иногда смешение вод двух потоков вызывает химическую реакцию, особенно в загрязненном потоке. Геологическая служба США приводит пример: «химические изменения происходят, когда поток, загрязненный кислыми стоками шахт, соединяется с потоком с почти нейтральной pH; эти реакции происходят очень быстро и влияют на последующий перенос металлов ниже по потоку от зоны смешения.»
Естественным явлением в местах слияниях, очевидным даже для случайных наблюдателей, является разница в цвете между двумя потоками; см. изображения в этой статье для нескольких примеров. По словам Линча, «цвет каждой реки определяется многими вещами: типом и количеством растительности в водоразделе, геологическими свойствами, растворенными химическими веществами, отложениями и биологическим содержанием — обычно водорослями». Линч также отмечает, что цветовые различия в воде могут сохраняться на протяжении многих миль вниз по течению, прежде чем они окончательно смешаются вместе.

### Зоны слияния потока при впадении рек

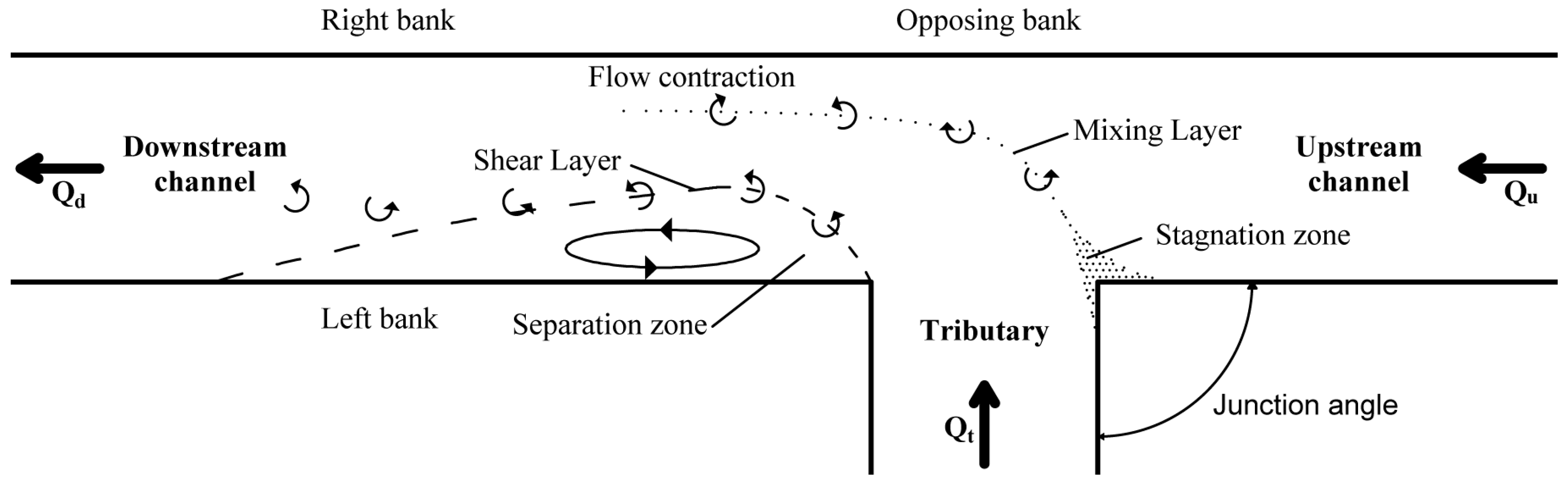
Гидродинамические характеристики места слияния реки/водотока можно разделить на шесть идентифицируемых отдельных зон, также называемых зонами слияния потока.

Гидродинамическое поведение потока в месте слияния можно разделить на шесть различных признаков, которые обычно называют зонами слияния потоков (CFZ). Они включают:
1. Зона застоя
2. Зона отклонения потока
3. Зона разделения потока / зона рециркуляции
4. Зона максимальной скорости
5. Зона восстановления потока
6. Слои сдвига

## Места слияний и человечество

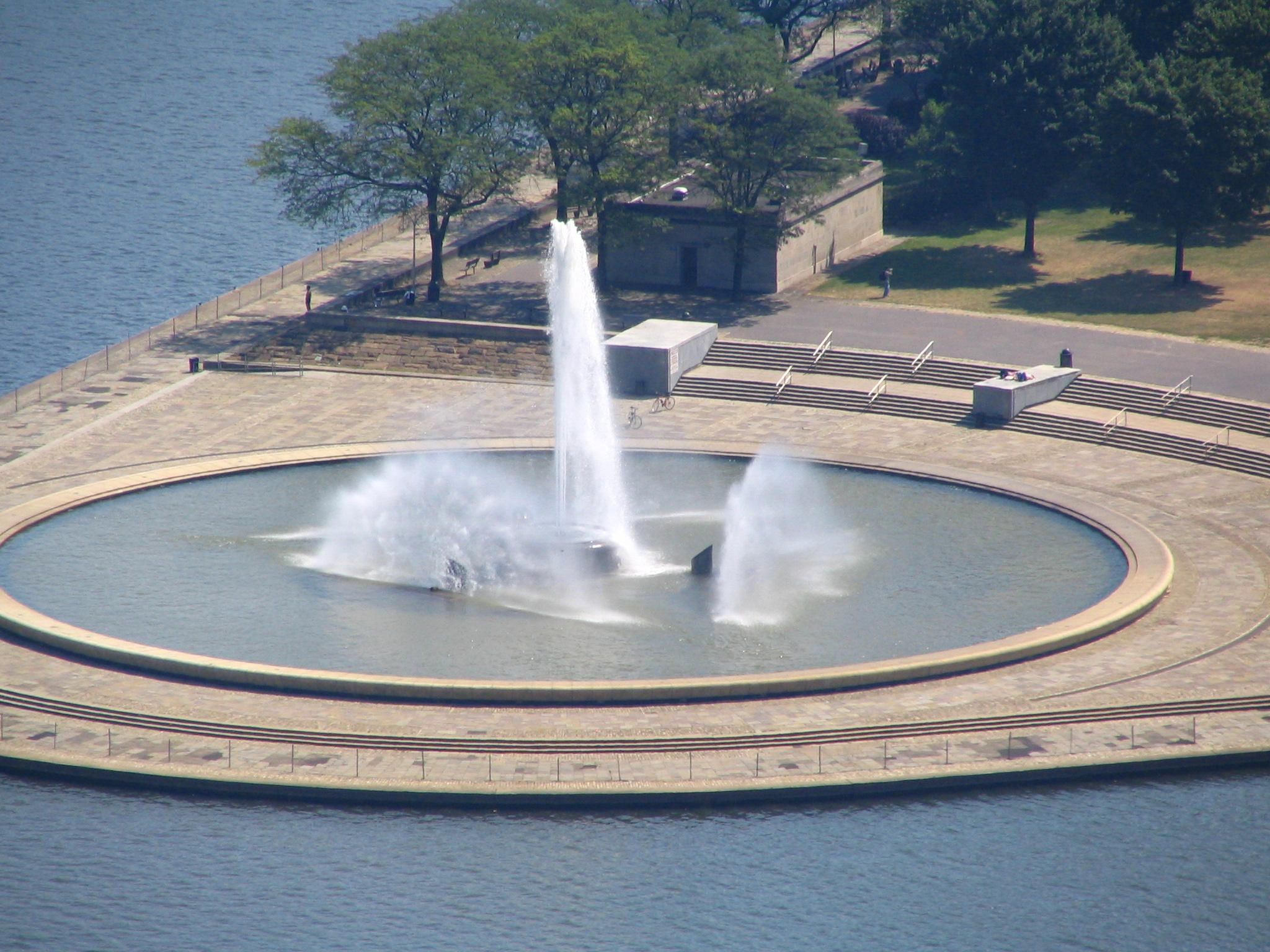
Фонтан в Пойнт-Стейт-парке в Питтсбурге, на вершине места слияния рек Аллегейни (вверху) и Мононгахила

Поскольку реки часто служат политическими границами, места слияний иногда разделяют три примыкающих друг к другу политических образования, такие как нации, государства или провинции, образуя пограничный стык. Различные примеры можно найти в приведенном ниже списке.
Ряд крупных городов, таких как Чунцин, Сент-Луис и Хартум, возникли в местах слияния рек; другие примеры приводятся в нижерасположенном списке. В пределах города, места слияний часто образует визуально заметную точку, так что они иногда выбираются в качестве места расположения известных общественных зданий или памятников, как в Кобленце, Лионе и Виннипеге. Города также часто разбивают парки возле мест слияний, иногда в качестве проектов муниципального благоустройства, как в Портленде и Питтсбурге. В других случаях места слияний — это промышленная площадка, как в Филадельфии или Мангейме. Часто место слияния происходит в общей пойме двух рек, и на ней ничего не строится, например, в Манаусе, описанном ниже.
Еще один способ, которым люди могут использовать места слияний, — это использование их в качестве священных мест в религиях. Роджерс предполагает, что для древних народов железного века в Северо-Западной Европе водные места часто были священными, особенно источники и места слияний. Дохристианские славянские народы выбрали места слияния как места для укрепленных треугольных храмов, где совершались человеческие жертвоприношения и другие священные обряды. В индуизме, место слияния двух священных рек часто является местом паломничества для ритуального купания. В Питтсбурге ряд приверженцев майянизма считают место слияния своего города священным.

## Примечательные места слияний

### Австралия
- Две самые большие реки Австралии, Муррей и его приток Дарлинг, сливаются в Уэнтворте (Новый Южный Уэльс).

### Азия

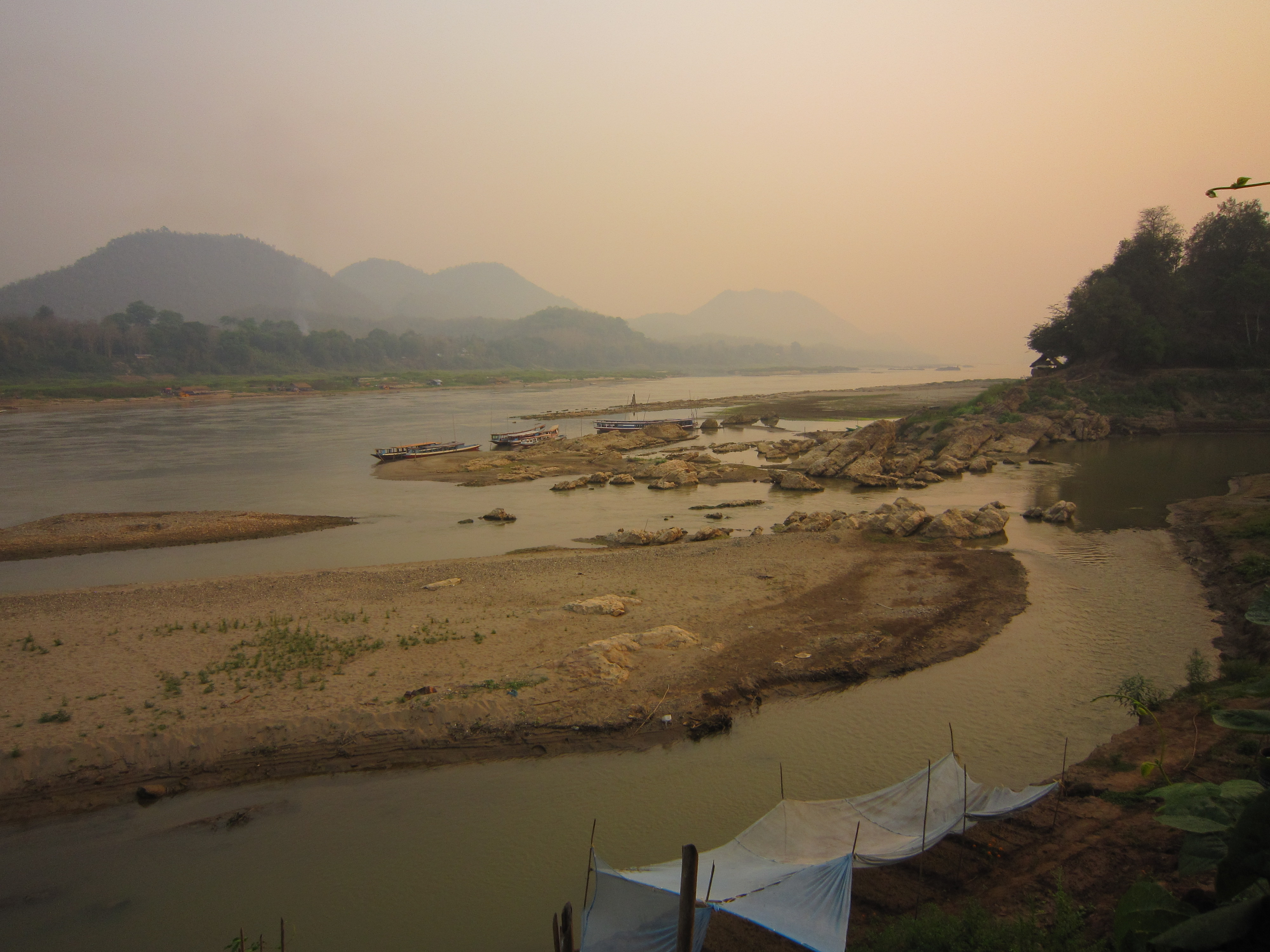
Нам Хан впадает в Меконг возле Луангпхабанга в Лаосе

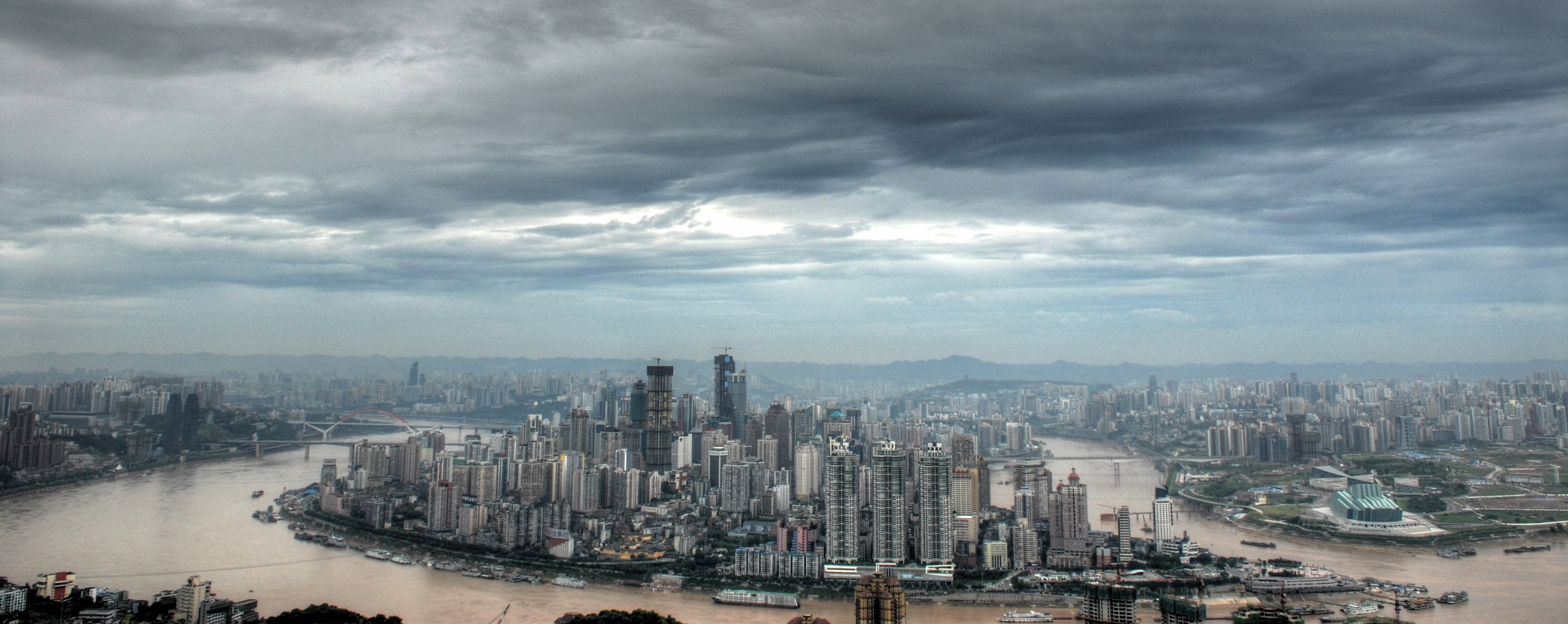
Место слияния рек Цзялинцзян и Янцзы в Чунцине. Янцзы течет слева направо по нижней части изображения.

- В 82 км к северу от Басры в Ираке у города Эль-Курна находится место слияния рек Тигр и Евфрат, образующих Шатт-эль-Араб.
- В городе Девапрайяг в Индии, река Ганг берёт начало в месте слияния рек Бхагиратхи и Алакнанда; см. изображения выше.
- Рядом с городом Праяградж, Индия, река Джамна впадает в Ганг. В индуизме — это место паломничества для ритуального купания;[12] во время мероприятия Кумбха Мела это место посещают десятки миллионов людей. В индуистской вере это место считается тройным местом слияния (сангам), третьей рекой которого является метафизическая (не присутствующая физически) Сарасвати.[13]
- Карад в штате Махараштра, Индия, является местом Притисангама (что означает «прекрасное слияние»), Т-образного места слияния рек Кришна и Койна, где река Койна сливается с рекой Кришна, образуя Т-образную форму, а затем слившиеся реки текут на восток, как река Кришна.[14]
- Куала-Лумпур, столица Малайзии, находится там, где река Гомбак (ранее известная как Сунгай-Лумпур, что означает «мутная река») впадает в реку Кланг недалеко от мечети Масджид-Джаме. Недавно на вершине места слияния был установлен бассейн Колам Биру (Голубой бассейн) с замысловатыми фонтанами.[15]
- Река Нам Хан впадает в Меконг в Луангпхабанге в Лаосе.
- Цзялинцзян впадает в Янцзы в Чунцине в Китае. Место слияния образует центральную точку города, отмеченную площадью Чаотяньмэнь, построенной в 1998 году.
- На Дальнем Востоке река Амур образует международную границу между Китаем и Россией. Река Уссури, которая также определяет границу, впадает в Амур на полпути между Фуюань в Китае и Хабаровском в России. Вершина места слияния расположена в сельской местности, на стороне Китая, где был построен мемориальный парк Dongji Square; он украшен огромной скульптурой, представляющей китайский иероглиф «восток».[16] Амурско-Уссурийский пограничный регион был местом советско-китайского пограничного конфликта 1969 года; пограничная линия возле места слияния была урегулирована мирным путем по договору в 2008 году.
- В Грузии, в городе Пасанаури на южных склонах Кавказских гор, к Тетри Арагви («Белый Арагви») присоединяется Шави Арагви («Чёрный Арагви»). Вместе эти две реки продолжаются, как река Арагви. Место слияния известно своим резким визуальным контрастом двух рек.

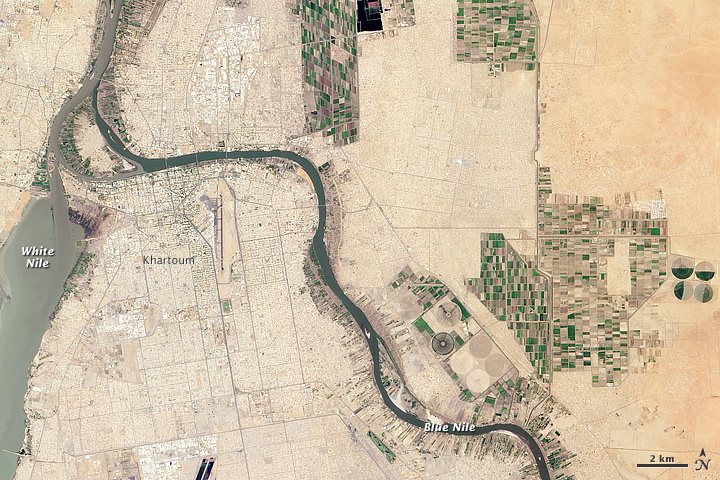
Белый Нил и Голубой Нил сливаются возле Хартума; вид со спутника (апрель 2013 года)

### Африка
- В Локодже, Нигерия, река Бенуэ впадает в реку Нигер.
- В Казунгуле в Замбии, река Чобе впадает в Замбези. Место слияния образует пограничный стык между Замбией (к северу от места слияния), Ботсваной (к югу) и Намибией (к западу). Сухопутная граница между Ботсваной и Зимбабве на востоке также достигает Замбези в этом месте слияния, поэтому есть вторая точка пересечения (Замбия-Ботсвана-Зимбабве) всего в 150 метрах вниз по течению от первой.
- Столица Судана Хартум расположена в месте слияния Белого Нила и Голубого Нила, в самом начале Нила.

### Европа

#### Бассейн Дуная

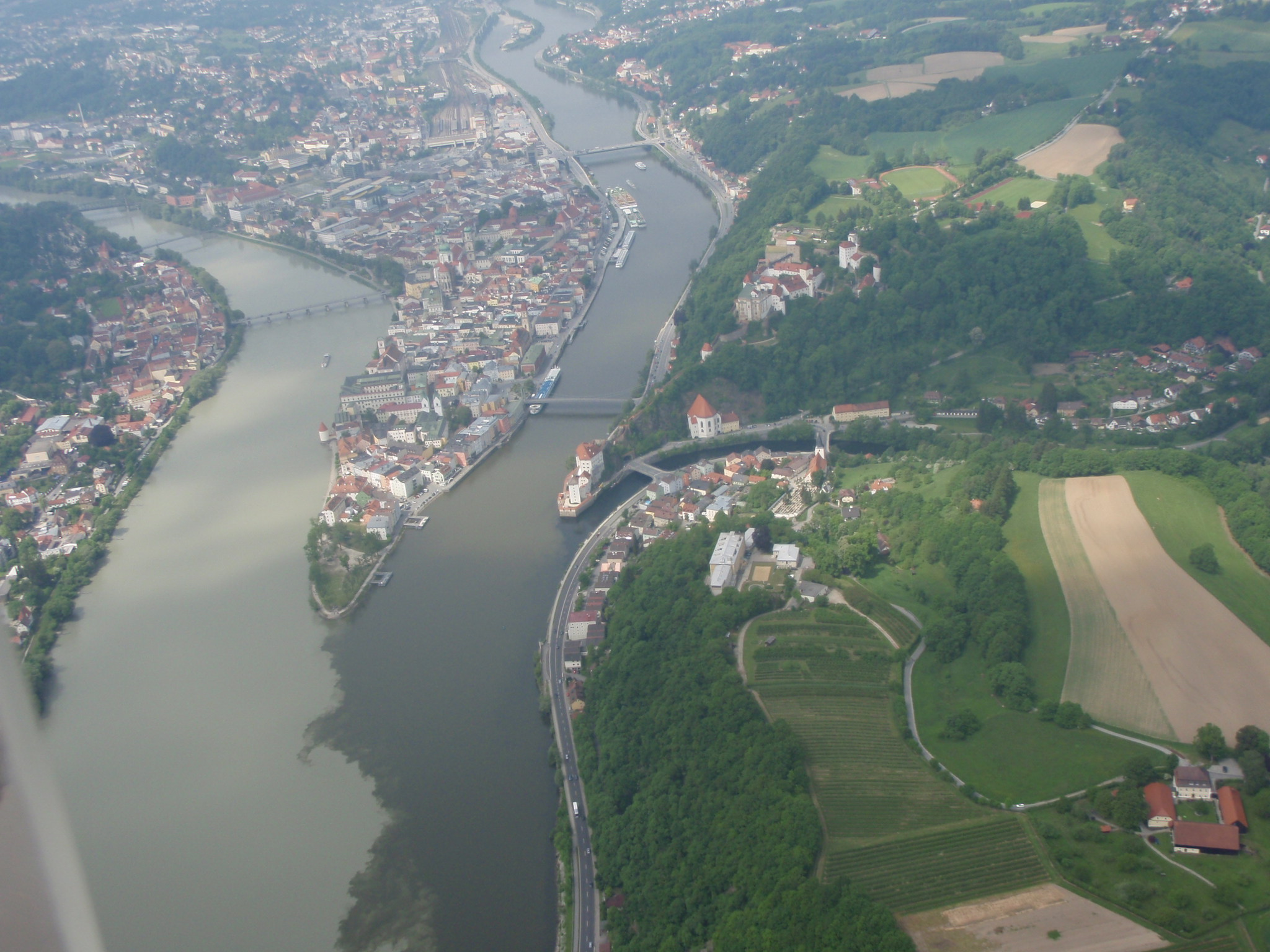
Тройное слияние в Пассау; слева направо: Инн, Дунай и Ильц.

- Пассау, Германия, иногда называемый Dreiflüssestadt (городом трех рек), является местом тройного слияния, описанного так в путеводителе: «с севера маленький Ильц спускает солоноватую воду вниз из богатого торфом Баварского леса, встречаясь с мутно-коричневым Дунаем, когда он течёт с запада, и бледным талым нефритом Инном с юга [то есть Альп], чтобы создать мутный триколор».[17]
- Дие впадает в Мораву в сельской местности недалеко от Хоэнау-ан-дер-Марх в Австрии, образуя пограничный стык Австрии, Чехии и Словакии.
- Морава впадает в Дунай в Девине, на границе между Словакией и Австрией.
- Сава впадает в Дунай в Белграде, столице Сербии.
- В карстовом рельефе, который возникает в растворимых породах, реки иногда текут под землей и образуют подземные места слияний, как в Планинской пещере в Словения, где реки Пивка и Рак сливаются, образуя реку Уница.[18]

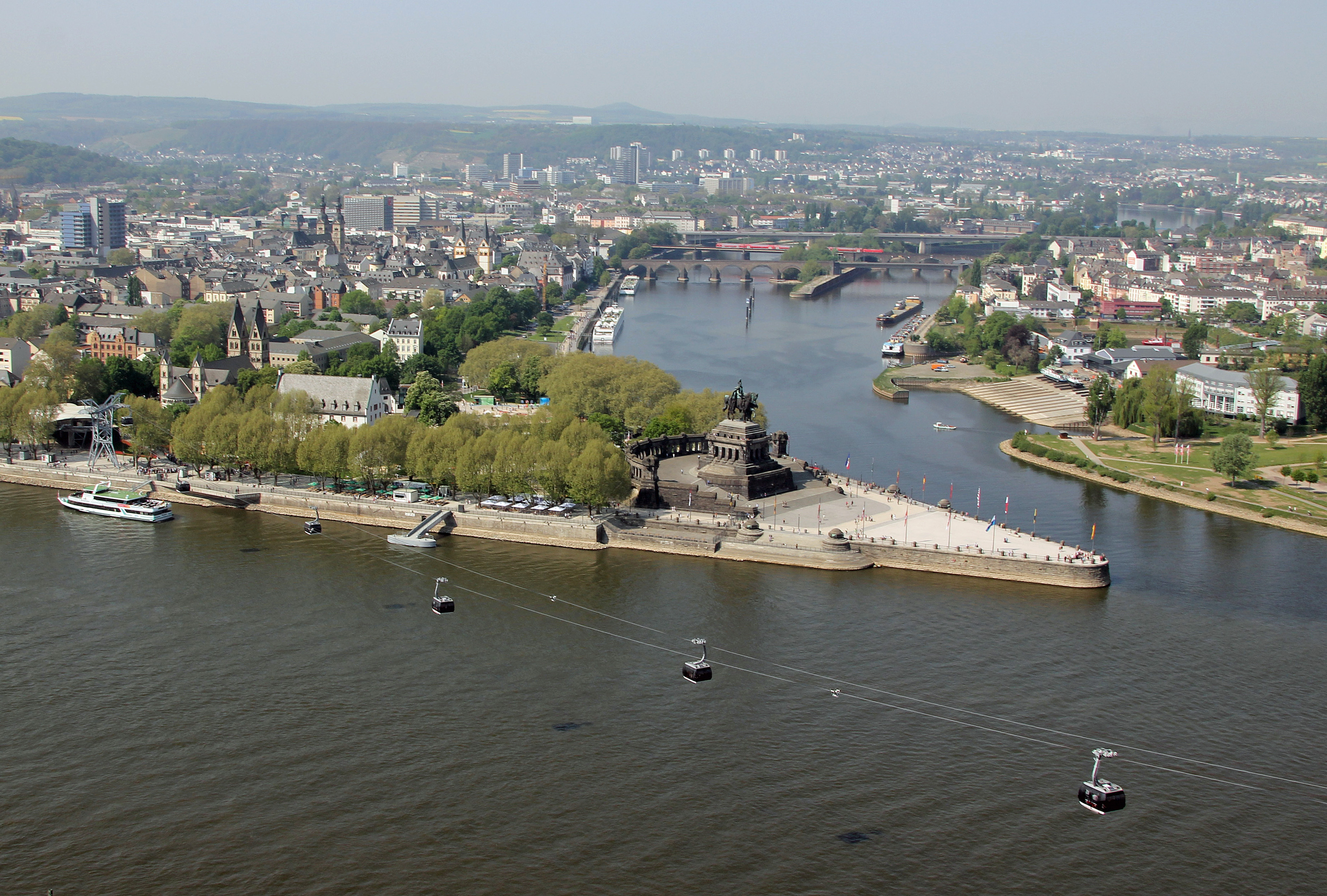
Река Мозель впадает в Рейн в районе города Кобленц.

#### Рейн
- По Рейну осуществляется множество речных перевозок, и основные внутренние порты находятся в месте его слияния с Руром в Дуйсбурге, и с Неккаром в Мангейме.
- Майн впадает в Рейн к югу от Майнца.
- Мозель впадает в Рейн дальше на север в Кобленце. Само название «Кобленц» происходит от латинского названия «Confluentes». На немецком языке это слияние известно как «Deutsches Eck» («Немецкий угол») и является местом внушительного памятника германскому объединению с конной статуей кайзера Вильгельма I.
- Выше по течению в Швейцарии небольшой городок, также называемый Кобленц (по той же причине), местом впадения Аре в Рейн.

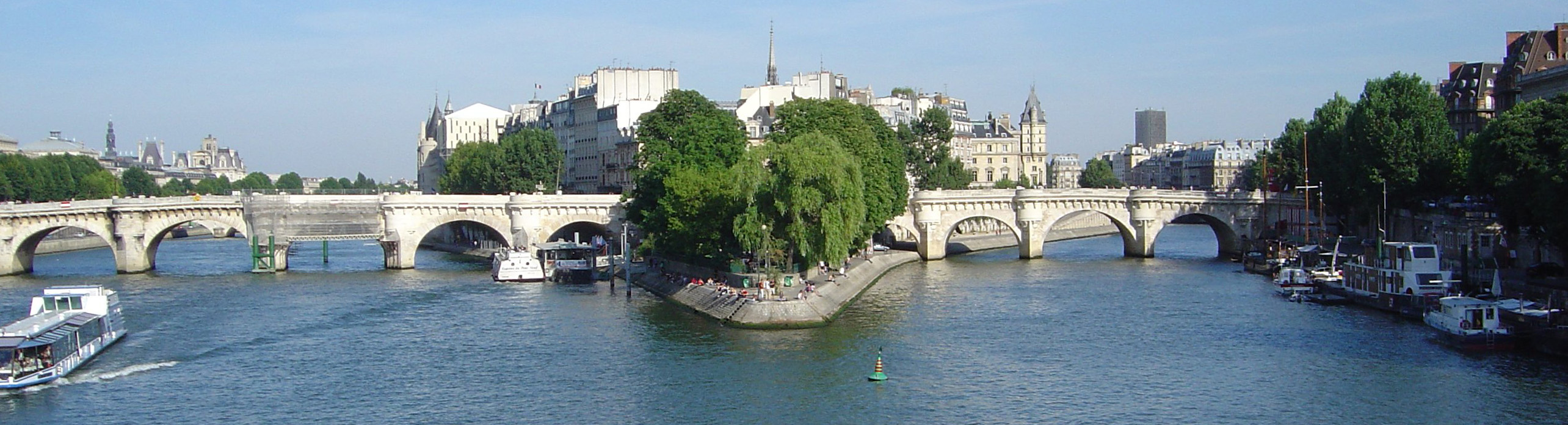
Сена соединяется в единый канал в западной части острова Сите в Париже. Виден мост Пон-Нёф.

#### Сена
- Сена разделяется в историческом центре Парижа, огибая два речных острова, остров Сен-Луи и остров Сите. В месте слияния нижнего течения, где река снова становится единым руслом, располагается знаменитый мост Пон-Нёф, примыкающий к конной статуе короля Генриха IV и исторически более позднему парку Вер-Галант. Это место неоднократно изображалось художниками, включая Моне, Ренуара и Писсарро.
- Далее вверх по течению Марна впадает в Сену в районе Шарантон-ле-Пон, к юго-востоку от городской черты Парижа.

#### Другие
- Город Лион во Франции находится на том месте, где река Сона впадает в Рону. В 2014 году на этом месте открылся новый крупный музей науки и антропологии — Musée des Confluences.
- Недалеко от Тулузы, Франция, находится место, где река Арьеж впадает в Гаронну. Оба берут начало в Пиренеях.
- Ныса-Лужицка впадает в Одру в сельской местности в Польше, напротив немецкой деревни Рацдорф. Две реки образуют линию Одер-Нейсе, послевоенную границу Германии и Польши.
- Угол трёх императоров, бывший политический пограничный стык, находится на территории современной Польши. Империи, которые соприкасались (за десятилетия до Первой мировой войны), были Австрийской, Германской и Российской.
- Рованиеми, столица финской Лапландии и один из крупнейших городов за Полярным кругом, находится в месте слияния рек Оунасйоки и Кемийоки.
- Кривой Рог, Украина расположен (и назван в честь) на месте слияния рек Саксагань и Ингулец.
- Ока впадает в Волгу в Нижнем Новгороде в России. Собор Святого Александра Невского располагается недалеко от данного места.
- Английский город Саутгемптон построен на месте слияния приливных устьев рек Test и Ичен, которые вместе образуют устье Саутгемптон-Уотер.[19]

### Северная Америка

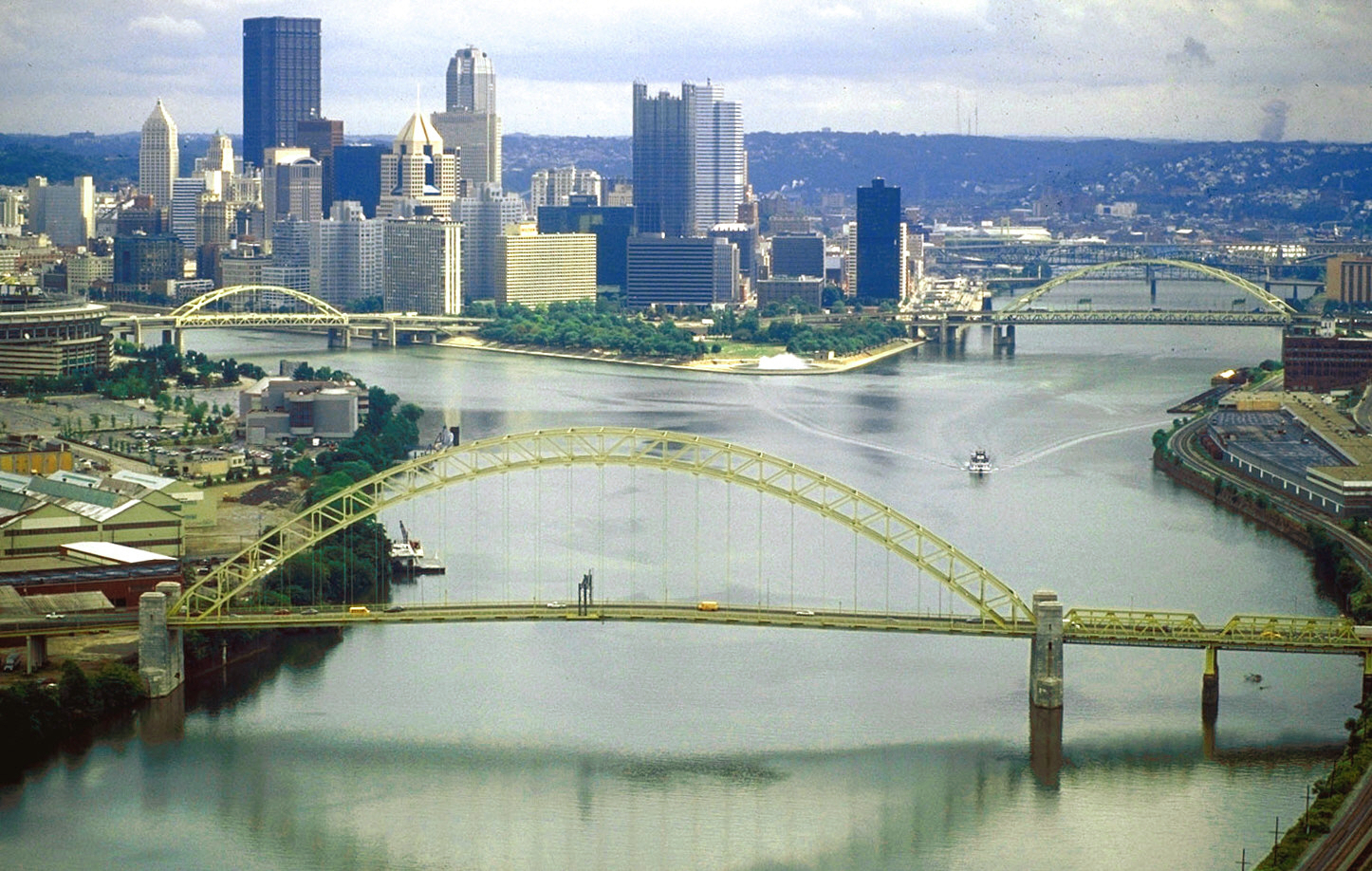
Сливаясь, реки Аллегейни и Мононгахила в Питтсбурге, образуют реку Огайо

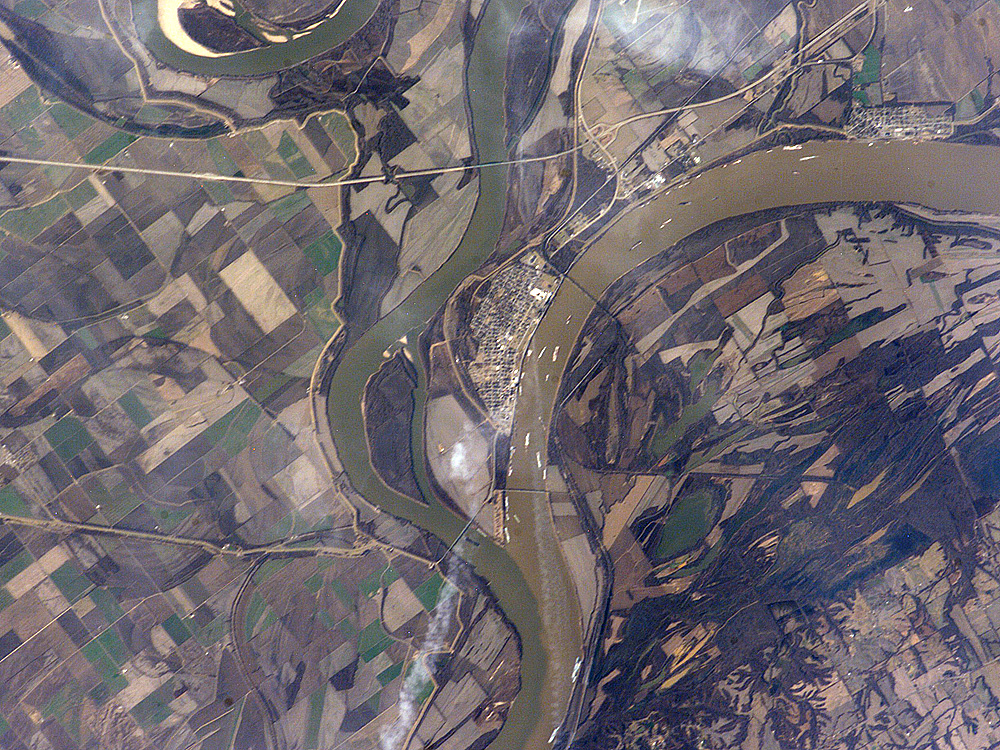
Огайо впадает в Миссисипи в Кейро (Иллинойс).

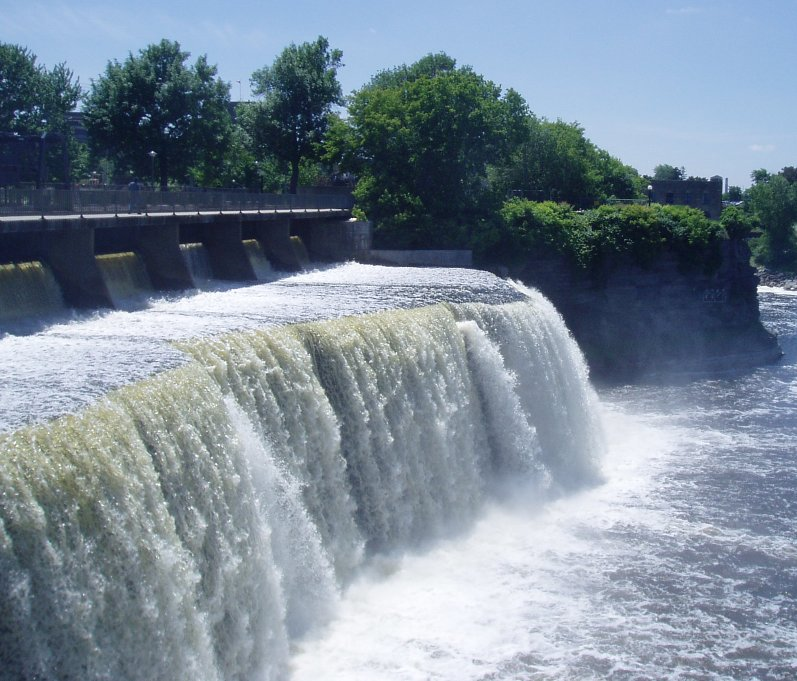
Водопад Ридо в Оттаве, где река Ридо впадает в реку Оттава в её устье.

#### Бассейн Миссисипи
- Район Больших городов-побратимов Миннеаполиса и Сент-Пола, Миннесота, имеет два важных места слияния Миссисипи. Недалеко от исторического форта Снеллинг и городом Мендота — примерно в 9 милях вниз по течению Миссисипи от Миннеаполиса — река Миннесота впадает в Миссисипи возле острова Пайк. Территория вокруг этого места слияния является местом, имеющим духовное, культурное и историческое значение для народа Дакоты, а также местом самых первых европейских поселений в районе городов-побратимов. Примерно в 30 милях ниже по течению от места слияния Миннесоты и Миссисипи — и в 25 милях вниз по течению от Сент-Пола — Миссисипи впадает в реку Сен-Круа возле Хейстингса и Прескотта.
- Город Виксберг в штате Миссисипи, расположен на вершине утёсов, выходящих на место слияния реки Миссисипи с её притоком Язу. Обе реки, так же как и утёсы, сыграли важную роль в Виксбергской кампании, ключевом событии Гражданской войны в США.
- Река Миссури впадает в реку Миссисипи в государственном парке Джонс-Конфлюэнс-Пойнт, к северу от Сент-Луиса, штат Миссури. Чуть выше по течению река Иллинойс впадает в Миссисипи.
- Реки Мадисон, Джефферсон и Галлатин в Три-Форкс, штат Монтана, образуют место слияния реки Миссури.
- В Кеокеке, штат Айова, река Де-Мойн впадает в Миссисипи. Это формирует политический пограничный стык между штатами США Айова, Миссури и Иллинойс.
- К югу от Кейро, штат Иллинойс, река Огайо впадает в Миссисипи, образуя точку пересечения между штатами Иллинойс, Миссури и Кентукки.
- Река Огайо образована слиянием рек Мононгахила и Аллегейни, расположенных в Питтсбурге, штат Пенсильвания. Это место имеет большое историческое значение; в 1970-х годах оно было модернизировано путем создания Пойнт-Стейт-парка, подсвеченного большим фонтаном.

#### Водоразделы Атлантики
- В Харперс-Ферри, Западная Виргиния, река Шенандоа впадает в реку Потомак, на месте пересечения американских штатов Виргиния, Западная Виргиния и Мэриленд.
- В Филадельфии, штат Пенсильвания, река Скулкилл впадает в реку Делавэр, рядом с бывшей военно-морской верфью Филадельфии; участок остается промышленным.
- В Кохусе, штат Нью-Йорк, в нескольких милях к северу от Олбани, река Мохок впадает в Гудзон тремя каналами, разделенными островами. Место слияния исторически важное: движение вверх по течению на Гудзоне или вдоль Гудзона часто поворачивает налево на Мохок, который предлагает уникально ровный проход через горы Аппалачи, способствовавший торговле и заселению Запада.
- В Оттаве, столице Канады, река Ридо впадает — необычно, как водопад — в реку Оттаву; см. Водопады Ридо. На острове, разделяющем на две части водопад, находится парк с военными памятниками, в том числе Ottawa Memorial.
- Архипелаг Ошлага, включая остров и город Монреаль, расположен в месте впадения реки Оттава в реку Святого Лаврентия в Квебеке, Канада.
- Город Виннипег, Канада, находится в месте слияния рек Ред-Ривер и Ассинибойн. Местные жители называют этот район Форксом и уже более 6000 лет он является важным торговым центром.

#### Водоразделы Тихого океана
- Грин-Ривер впадает в реку Колорадо в самом сердце национального парка Каньонлендс в Стране каньонов Юты.
- Река Снейк впадает в реку Колумбия в Три-Ситис в штате Вашингтон.
- В Портленде, штат Орегон, река Уилламетт впадает в реку Колумбия в парке Келли-Пойнт, построенном на земле, приобретённой у порта Портленда в 1984 году.
- Город Литтон, Британская Колумбия, Канада, расположен в месте слияния мутной реки Фрейзер и более чистой реки Томпсон.

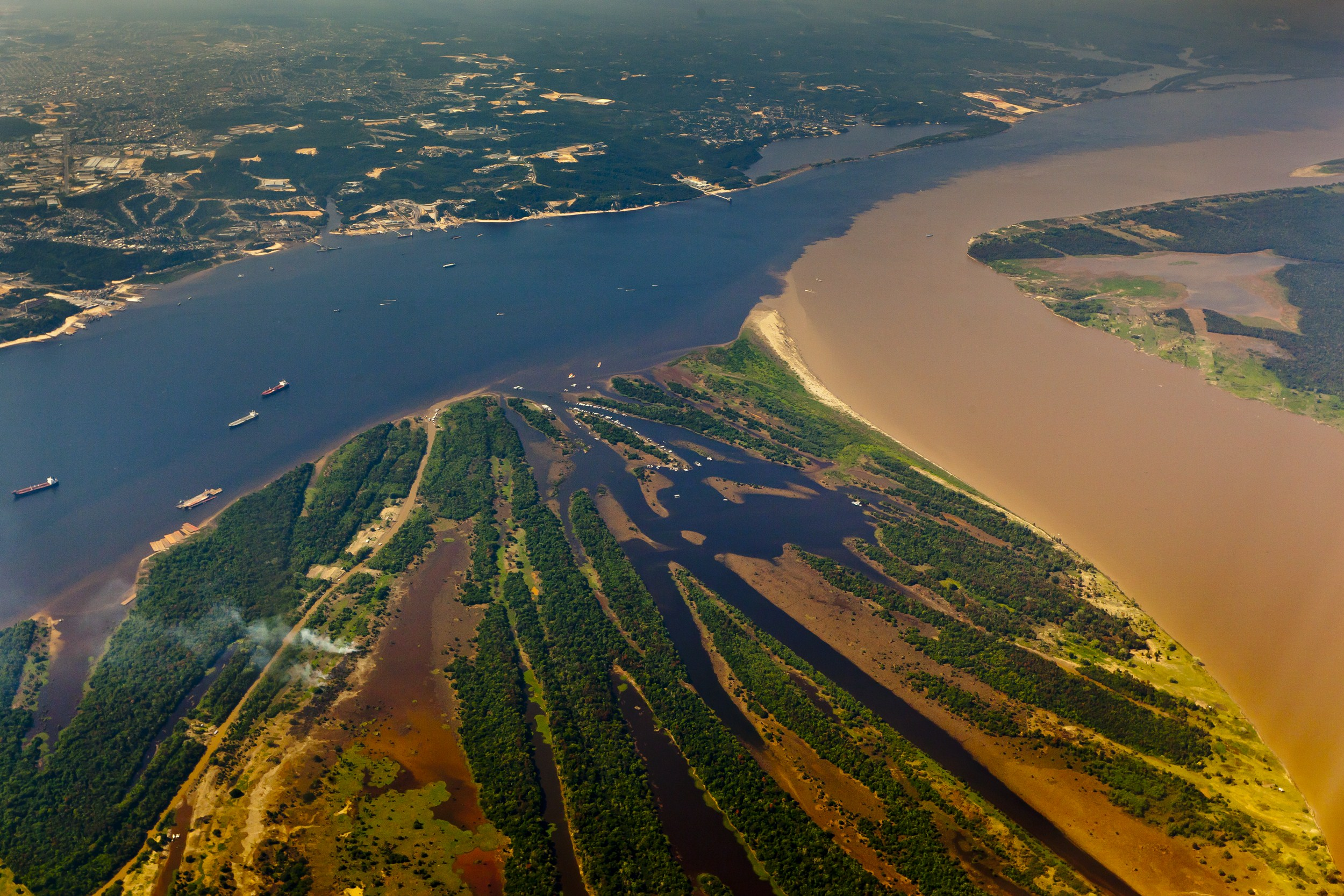
Место слияния рек Риу-Негру (чёрный) и Солимойнс (мутный) недалеко от Манауса, Бразилия.

### Южная Америка
- Город Манаус в Бразилии находится на реке Риу-Негру, недалеко от ее слияния с Амазонкой. Это главный порт и узел обширной речной системы региона.
- Игуасу впадает в Парану на так называемой «Тройной границе» (исп. La Triple Frontera, порт. Tríplice Fronteira), точке пересечения Парагвая, Аргентины и Бразилии.
- В Сьюдад-Гуаяне, Венесуэла есть место слияния рек Ориноко и Карони.[20]

## Место слияния двух водных потоков

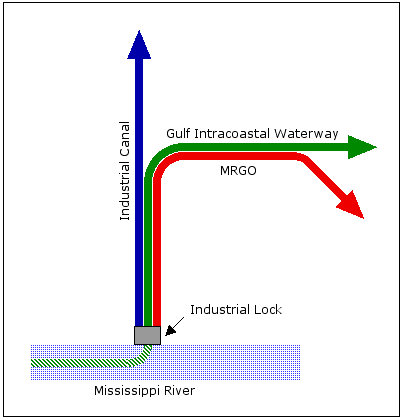
Места слияния каналов
На этой упрощенной схеме показано, как часть Индустриального канала в Новом Орлеане также служит каналом для Внутрибережного водного пути залива и канала выхода реки Миссисипи-залива. Внизу, часть береговой линии также показана как «сливающейся» с рекой Миссисипи.

Иногда термин «место слияния» используется для описания встречи приливных или других не речных водоемов, таких как два канала или канала и озера. Часть Индустриального канала в Новом Орлеане протяженностью 1,6 км принимает внутри прибрежный водный путь залива и канал выхода реки Миссисипи и залива; следовательно, там сливаются эти три водных пути.
Термин «место слияния» также относится к слиянию потока двух ледников.

## Внешние ссылки
- Коллекция полноразмерных ярких фотографий мест слияний, большинство из которых упомянуты в списке выше.